# Anna Falcká
Anna Falcká (26. září 1329 – 2. února 1353, Praha) byla česká a římská královna, dcera rýnského falckraběte Rudolfa II. a Anny Korutanské (Tyrolské). Byla druhou manželkou českého a římského krále Karla IV. Lucemburského. Jejím prastrýcem, strýcem její matky Anny, byl bývalý český král Jindřich Korutanský.

## Život

### Předsvatební jednání
O dětství Anny Falcké nevíme téměř nic, známá se stává až svým sňatkem s Karlem IV. Od Karla byl jeho druhý sňatek výborný politický tah, kterému předcházelo mnoho jednání.

#### Anglická princezna Izabela
Karel IV. po smrti Blanky z Valois neměl následníka a zároveň musel čelit i nejrůznějším hrozbám. Rozhodl se co nejrychleji postupovat ve své sňatkové politice. Nejprve si vybral anglickou princeznu Isabelu, neboť možnost přiblížit se k anglickému trůnu pro něj byla velmi lákavá. Zároveň musel čelit nepřátelům, kteří usilovali o trůn římského krále. Karel se rozhodl vzdát se anglické nevěsty a posílit své postavení římského krále. Tady opět ukázal své vynikající diplomatické schopnosti, neboť zrušení sňatku bylo v té době považováno za urážku. Král Edward se po jednáních o zrušení sňatku své dcery nejenom neurazil, ale navíc i odstoupil od nástupnictví na trůn.

#### Anna Falcká
Karel věděl, že jeho římský trůn je skutečně v ohrožení. Rozhodl se opět pro svatbu, kterou by získal nepřítele na svou stranu. Jeho vyvolenou se stala Anna z rodu Wittelsbachů, kteří začátkem roku 1349 prosadili volbu nového římského protikrále vůči Karlovi. Stal se jím nevýznamný durynský hrabě Günther ze Schwarzburgu, kterého podporoval i Annin otec, rýnský falckrabě Rudolf II.
A tak se Anna Falcká, které bylo dvacet let, navíc byla krásná a nezadaná, stala jazýčkem na vahách politických bojů. Byla totiž dcerou jednoho z kurfiřtů, který měl právo volit římského krále. Byl jím Rudolf Falcký, který podporoval Karlova konkurenta. Karel ho požádal o ruku Anny Falcké, on souhlasil a netrvalo dlouho a Rudolf se přiklonil na stranu Karla. Karlovi se tak podařilo nepřátelskou opozici rozbít a navíc sňatkem s Annou připojil Horní Falc (Nové Čechy) k zemím Koruny české. 

### Svatba a korunovace

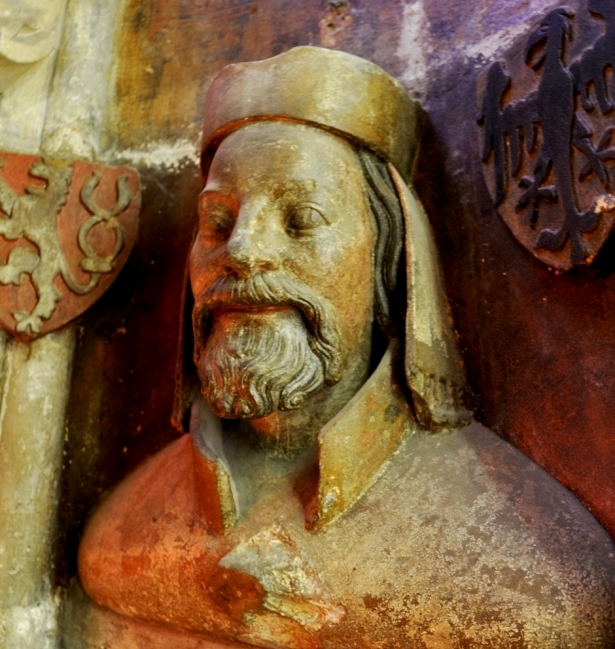
Manžel Anny Karel IV.

Svatba se konala v březnu 1349 ve městě Bacharachu. Po smíření s Wittelsbachy dovršil Karel své vítězství korunovací v Cáchách, tradičním korunovačním městě římských králů, dne 25. července 1349. Den po Karlově korunovaci byla korunována také jeho těhotná manželka Anna. Korunovaci provedl Karlův prastrýc, trevírský arcibiskup Balduin Lucemburský.
Na českou královnu byla Anna korunována 1. listopadu 1349 ve Svatovítské katedrále v Praze. Na korunovaci se velice spěchalo. Královna totiž v té době již byla v sedmém měsíci těhotenství. Její těhotenství bylo velmi důležité, neboť v té době český trůn neměl žádného dědice.

### Manželství
O rodinném životě Karla s Annou se mnoho neví. Dá se předpokládat, že manželství bylo harmonické. Dne 17. ledna 1350 se Anně narodil syn Václav, vytoužený syn a dědic. Karel byl šťastný a malému princi začal ihned hledat nevěstu. Jeho vyvolenou snachou se stala Anna Svídnická, tehdy jedenáctiletá.
Na podzim roku 1350 Karel velmi vážně onemocněl. Několik měsíců strávil na lůžku a teprve koncem ledna 1351 se objevuje v Žitavě. Karlovu nemoc podle tehdejších teorií způsobilo porušení poměrů a funkcí vnitřních šťáv těla. Taková nemoc byla přičítána otravě. Za viníka byla považována jeho žena Anna, která mu měla do jídla přimíchat nápoj lásky, který však na Karla zapůsobil jako jed. Karel nemoc překonal, jenže štěstí netrvalo dlouho. Přišel 28. prosinec 1351 a jeho syn v necelých dvou letech zemřel. Jeho matka Anna ho následovala po třinácti měsících 2. února 1353. Bylo jí pouhých 23 let a její smrt se přičítala žalu pro ztracené dítě. Některé prameny však uvádějí jako příčinu smrti pád z koně. Pohřbena je stejně jako Blanka v katedrále sv. Víta.
Karel se tak v sedmatřiceti letech stal podruhé vdovcem a měl jediného dědice, dceru Kateřinu žijící na vídeňském dvoře se svým snoubencem Rudolfem IV. Přinejmenším jednoho syna tehdy už měl alespoň Karlův bratr Jan Jindřich, takže lucemburské dynastii nehrozilo přímé vymření po meči.

## Další ženy Karla IV.
Po Annině smrti v roce 1353 se Karel oženil již se svou třetí ženou, Annou Svídnickou, s níž původně plánoval oženit svého syna Václava.
Poslední Karlovou ženou se stala v roce 1363 Alžběta Pomořanská. Po smrti Karla v roce 1378 žila ještě patnáct let jako vdova a zemřela v roce 1393.

## Vývod z předků
|             |                          |  |                     |                         |  |  |  |  |  |  |  | Ota II. Bavorský |
|             |                          |  |                     |                         |  |  |  |  |  |  |  |                  |
|             | Ludvík II. Hornobavorský |  |                     |                         |  |  |  |  |  |  |  |                  |
|             |                          |  |                     |                         |  |  |  |  |  |  |  |                  |
|             |                          |  |                     | Anežka Brunšvická       |  |  |  |  |  |  |  |                  |
|             |                          |  |                     |                         |  |  |  |  |  |  |  |                  |
|             | Rudolf I. Falcký         |  |                     |                         |  |  |  |  |  |  |  |                  |
|             |                          |  |                     |                         |  |  |  |  |  |  |  |                  |
|             |                          |  |                     | Rudolf I. Habsburský    |  |  |  |  |  |  |  |                  |
|             |                          |  |                     |                         |  |  |  |  |  |  |  |                  |
|             | Matylda Habsburská       |  |                     |                         |  |  |  |  |  |  |  |                  |
|             |                          |  |                     |                         |  |  |  |  |  |  |  |                  |
|             |                          |  |                     | Gertruda z Hohenbergu   |  |  |  |  |  |  |  |                  |
|             |                          |  |                     |                         |  |  |  |  |  |  |  |                  |
|             | Rudolf II. Falcký        |  |                     |                         |  |  |  |  |  |  |  |                  |
|             |                          |  |                     |                         |  |  |  |  |  |  |  |                  |
|             |                          |  |                     | Valram II. Nasavský     |  |  |  |  |  |  |  |                  |
|             |                          |  |                     |                         |  |  |  |  |  |  |  |                  |
|             | Adolf Nasavský           |  |                     |                         |  |  |  |  |  |  |  |                  |
|             |                          |  |                     |                         |  |  |  |  |  |  |  |                  |
|             |                          |  |                     | Adéla Katzenelnbogenská |  |  |  |  |  |  |  |                  |
|             |                          |  |                     |                         |  |  |  |  |  |  |  |                  |
|             | Matylda Nasavská         |  |                     |                         |  |  |  |  |  |  |  |                  |
|             |                          |  |                     |                         |  |  |  |  |  |  |  |                  |
|             |                          |  |                     | Gerlach I. Isenburský   |  |  |  |  |  |  |  |                  |
|             |                          |  |                     |                         |  |  |  |  |  |  |  |                  |
|             | Imagina z Limburgu       |  |                     |                         |  |  |  |  |  |  |  |                  |
|             |                          |  |                     |                         |  |  |  |  |  |  |  |                  |
|             |                          |  |                     | Imagina of Blieskastel  |  |  |  |  |  |  |  |                  |
|             |                          |  |                     |                         |  |  |  |  |  |  |  |                  |
| Anna Falcká |                          |  |                     |                         |  |  |  |  |  |  |  |                  |
|             |                          |  |                     |                         |  |  |  |  |  |  |  |                  |
|             |                          |  | Menhard I. Tyrolský |                         |  |  |  |  |  |  |  |                  |
|             |                          |  |                     |                         |  |  |  |  |  |  |  |                  |
|             | Menhard II. Tyrolský     |  |                     |                         |  |  |  |  |  |  |  |                  |
|             |                          |  |                     |                         |  |  |  |  |  |  |  |                  |
|             |                          |  |                     | Adéla Tyrolská          |  |  |  |  |  |  |  |                  |
|             |                          |  |                     |                         |  |  |  |  |  |  |  |                  |
|             | Ota III. Korutanský      |  |                     |                         |  |  |  |  |  |  |  |                  |
|             |                          |  |                     |                         |  |  |  |  |  |  |  |                  |
|             |                          |  |                     | Ota II. Bavorský        |  |  |  |  |  |  |  |                  |
|             |                          |  |                     |                         |  |  |  |  |  |  |  |                  |
|             | Alžběta Bavorská         |  |                     |                         |  |  |  |  |  |  |  |                  |
|             |                          |  |                     |                         |  |  |  |  |  |  |  |                  |
|             |                          |  |                     | Anežka Brunšvická       |  |  |  |  |  |  |  |                  |
|             |                          |  |                     |                         |  |  |  |  |  |  |  |                  |
|             | Anna Korutanská          |  |                     |                         |  |  |  |  |  |  |  |                  |
|             |                          |  |                     |                         |  |  |  |  |  |  |  |                  |
|             |                          |  |                     | Boleslav II. Lysý       |  |  |  |  |  |  |  |                  |
|             |                          |  |                     |                         |  |  |  |  |  |  |  |                  |
|             | Jindřich V. Tlustý       |  |                     |                         |  |  |  |  |  |  |  |                  |
|             |                          |  |                     |                         |  |  |  |  |  |  |  |                  |
|             |                          |  |                     | Hedvika Anhaltská       |  |  |  |  |  |  |  |                  |
|             |                          |  |                     |                         |  |  |  |  |  |  |  |                  |
|             | Eufémie Slezská          |  |                     |                         |  |  |  |  |  |  |  |                  |
|             |                          |  |                     |                         |  |  |  |  |  |  |  |                  |
|             |                          |  |                     | Boleslav Pobožný        |  |  |  |  |  |  |  |                  |
|             |                          |  |                     |                         |  |  |  |  |  |  |  |                  |
|             | Alžběta Kališská         |  |                     |                         |  |  |  |  |  |  |  |                  |
|             |                          |  |                     |                         |  |  |  |  |  |  |  |                  |
|             |                          |  |                     | Jolanta Polská          |  |  |  |  |  |  |  |                  |
|             |                          |  |                     |                         |  |  |  |  |  |  |  |                  |